# 알렉세이 아브리코소프 (물리학자)
알렉세이 알렉세예비치 아브리코소프(러시아어: Алексе́й Алексе́евич Абрико́сов, 1928년 6월 25일~2017년 3월 29일)는 러시아의 이론물리학자이다. 초전도체의 연구에 큰 공헌을 하였다. 2003년에 노벨 물리학상을 수상하였다.

## 경력
1965년부터 1988년까지 그는 란다우 이론 물리학 연구소(소련 과학 아카데미)에서 근무했다. 그는 1965년부터 모스크바 주립대학교의 교수로 재직하고 있다. 또한 1972년부터 1976년까지 모스크바 물리 기술 연구소, 1976년부터 1991년까지 모스크바 철강 및 합금 연구소에서 재직했다. 1987년부터 1991년까지 소련 과학 아카데미의 회원이었다. 1991년에 그는 러시아 과학 아카데미의 정회원이 되었다.
1952년과 1957년의 두 연구에서 아브리코소프는 자기 선속이 어떻게 초전도체 클래스에 침투할 수 있는지 설명했다. 이러한 종류의 물질을 제2형 초전도체라고 한다. 이에 따른 자속선 배열을 아브리코소브 소용돌이 격자라고 한다.
레프 고르코프 및 이고르 자알로신스키와 함께 아브리코소프는 이론 고체 물리학에 관한 상징적인 책을 집필했으며, 이 책은 수십 년 동안 해당 분야의 물리학자를 교육하는 데 사용되었다.
1991년부터 은퇴할 때까지 미국 일리노이주 아르곤국립연구소에서 근무했다. 아브리코소프는 아르곤 재료 과학 부문의 응축 물질 이론 그룹에서 아르곤의 저명한 과학자였다. 그가 노벨상을 받았을 때, 그의 연구는 자기장의 영향으로 전기 흐름에 대한 저항을 변화시키는 일부 물질의 특성인 자기 저항의 기원에 초점을 맞추었다.